# Щучка (река)
Щучка — река в России, протекает в Сланцевском районе Ленинградской области. Берёт начало из озера на болоте Дубоёмский Мох. На берегу реки находится посёлок Черновское. Впадает в Нарвское водохранилище. Длина реки составляет 17 км. В верховье и нижнем течении русло реки спрямлено осушительными каналами.

До создания Нарвского водохранилища впадала в реку Пята (бывший приток Плюссы). Причём устье реки находилось в 1920-1940 годах на государственной границе между Эстонией и СССР.

## Данные водного реестра
По данным государственного водного реестра России относится к Балтийскому бассейновому округу, водохозяйственный участок реки — Нарва, речной подбассейн реки — подбассейн отсутствует. Относится к речному бассейну реки Нарва (российская часть бассейна).
По данным геоинформационной системы водохозяйственного районирования территории РФ, подготовленной Федеральным агентством водных ресурсов:
- Код водного объекта в государственном водном реестре — 01030000412102000026697
- Код по гидрологической изученности (ГИ) — 102002669
- Код бассейна — 01.03.00.004
- Номер тома по ГИ — 2
- Выпуск по ГИ — 0